# لاري ساندريس شو
لاري ساندريس شو هو برنامج كوميدي ساخر، تم بثه من سنة 1922 وحتى سنة 1998 على قناة اتش بي او الأمريكية، يهتم هذا البرنامج بعرض ماوراء الكواليس لفريق الإنتاج والاخراج خصوصا، يقدمه لاري ساندر وزميله الأمريكي غاري شاندلنغ. فكرة هذا البرنامج مستوحاة من جزئياً من مشاركة شاندلنغ في استضافته في برنامج «الليلة». يبث برنامج لاري ساندر شو في محطة «ثلاثة» العبرية وعلى موقع بيف على شبكة الإنترنت.
على قائمة المواضيع التي تطرح في البرنامج مواضيع عن مشاكل وعلاقات المخرج، والعاملين في البرنامج والضيوف. استندت أغلب أجزاء البرنامج على برامج أخرى مثل برنامج «ليت شو مع ديفيد ليترمان» وبرنامج «الليلة» (باستضافة كرسون وكذلك جاي لينو) وبرنامج ارسين فريتز على الرغم من تطرقه إلى عدة امور حساسة.

## الشخصيات البارزة في البرنامج
- اري ساندريس (غاري شاندلينغ): مقدم البرنامج. ساندرس هو شخص عصبي واناني وهو على علاقة غرامية مع زوجته الأولى فراننسين.
- ارثر (ريف توران): مخرج البرنامج. هو القائد الرئيسي لطاقم البرنامج، يستخدم ذكاءه ودهاءه في انقاذ المواقف الحرجة في البرنامج.
- هانك كينغسلي (جفري تامبور): مذيع. "أكثر شخص يثير السخرية في البرنامج. في كثير من الأحيان يحاول تطوير نفسه وعمله، ولكن غباءه يمنعه ويطرحه في المواقف المحرجة. ويأتيه الرد المعروف دائماً "الآن يارجل!"
- بيفرلي بارنز (بيني جونسون جيرالد): سيكرتيرة ساندرس.
- فيل (والاس لانغيم): الكاتب الرئيسي للبرنامج.
- بولا (جانين غاروفالو) هي المسؤولة عن دعوة الضيوف.
- دارلين شابيني (ليندا دوست) السكرتيرة البريئة والجميلة للمذيع كينغسلي.
- بريان (سكوت تومسون): نائب السكرتيرة دارلين، سكرتير كينغسلي. هو الذي تسبب باكتشاف الخوف من الجنسية المثلية لدى كينغسلي عندما عرف انه شخص مثلي.
- ماري لو كولينز (ماري لين رايسكوب): نائبة بولا، هي المسؤولة عن دعوة الضيوف.
- سيد (سيد نيومان) هو المسؤول عن الإعلانات في البرنامج.

## الضيوف
في معظم مواسم البرنامج شارك بعض الضيوف الذين لعبوا ادوار مزيفة تقليد لبعض الممثلين، وهذا ما جعل برنامج «لاري ساندريس شو» أحد مصادر التوتر التي تحدث بين ساندرس وطاقمه. مثل الفنانة شارون ستون ضمن أحد الضيوف برنامج ساندريس، والفنان آلفيس كستيلو تشاجر مع طاقم البرنامج، وقع جون لوفيتز وحدث أكثر من ذلك. ومن بين الضيوف الذين ظهروا في البرنامج عدة مرات منهم روزان وجون ستيوارت ديفيد دوشوفني ودانا قاروي.

## فريق الاخراج
اثنان وخمسون حلقة كانت من إخراج تود هولند وبقية الحلقات كانت من إخراج كلاً من كين كفافي وآلان ميرسون ومايكل لانغ وغاري شاندلنغ وغيرهم. وقد كان من بين مؤلفي الحلقات بيتر تولان وبول يسمز ومايا فوربس وغاري شاندلنغ.

## الجوائز
رُشح طاقم البرنامج عدة مرات لجائزة إيمي، ومع ذلك فقد فازوا بها ثلاث مرات فقط، الأولى فاز بها ريف تورن سنة 1996 كأفضل ممثل كوميدي، والثانية فاز بها غاري شاندلينغ وبيتر تولان سنة 1998 لأفضل كاتبه كوميدية للجزء الاخير.
وفي سنة 2007 اختار موقع واللاه! الإسرائيلي كأفضل برنامج كوميدي

## روابط ذات صلة
صفحة البرانامج في موقع IMDb (بالإنجليزية)

## روابط خارجية
- لاري ساندريس شو على موقع IMDb (الإنجليزية)
- لاري ساندريس شو على موقع ميتاكريتيك (الإنجليزية)
- لاري ساندريس شو على موقع الموسوعة البريطانية (الإنجليزية)
- لاري ساندريس شو على موقع كينوبويسك (الروسية)
- لاري ساندريس شو على موقع ألو سيني (الفرنسية)
- لاري ساندريس شو على موقع قاعدة بيانات الفيلم (الإنجليزية)